# Palouse

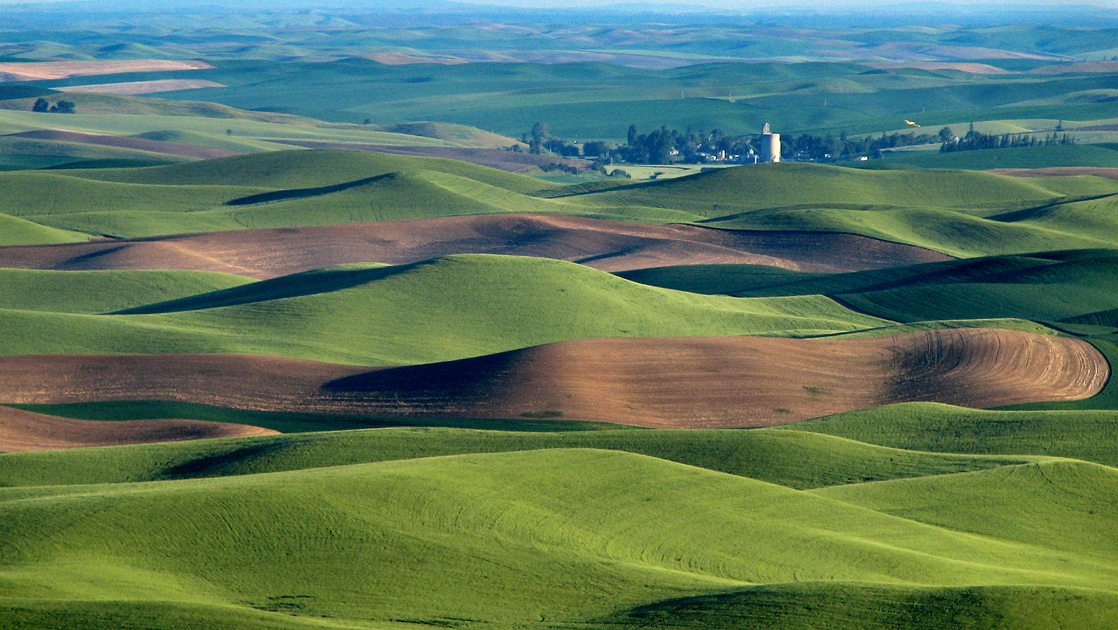
Palouse-Hügel nordöstlich von Walla Walla

Die Palouse (pəˈluːs) ist eine Region in den nordwestlichen Vereinigten Staaten. Sie umfasst Teile des östlichen Washington, des nördlichen Zentral-Idaho und in manchen Definitionen auch das nordöstliche Oregon. Die Palouse ist eines der wichtigsten weizenproduzierenden Gebiete der USA. Etwa 250 Kilometer nördlich des Oregon Trail gelegen, erfuhr die Region gegen Ende des 19. Jahrhunderts ein rasches Wachstum, so dass die Bevölkerung sogar die der Gegend um den Puget Sound – also um Seattle – übertraf.

## Geographie und Geschichte
Die Herkunft des Namens Palouse ist unklar. Eine Theorie erklärt ihn durch einen Austausch des Namens des Volks der Palouse (in frühen Berichten u. a. als Palus, Palloatpallah, Pelusha geschrieben) durch frankokanadische Fellhändler mit dem französischen pelouse mit der Bedeutung „Land mit kurzem und dickem Gras“. Im Laufe der Zeit änderte sich die Schreibweise zu Palouse. Eine andere Theorie geht davon aus, dass es sich zuerst um die betreffende französische Bezeichnung für das Gebiet handelte, und die Bezeichnung erst später auf den indianischen Stamm angewandt wurde, der das Gebiet bewohnte.

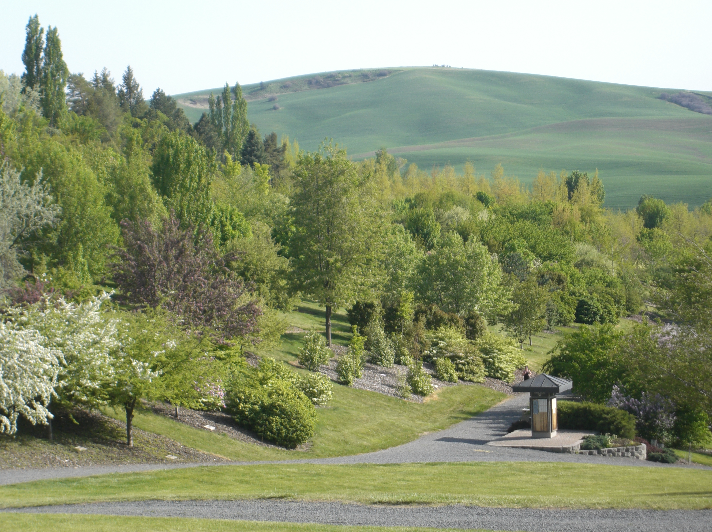
Die Hügel der Palouse südlich des Arboretums der University of Idaho in Moscow, Idaho

Die Region des Palouse wurde traditionell definiert als das Gebiet der fruchtbaren Hügel und Prärien nördlich des Snake River, der es vom Walla Walla-Country trennt, nördlich des Clearwater River, der es von der Camas Prairie trennt, sich nach Norden entlang der Grenze von Washington und Idaho erstreckend, und südlich von Spokane zentriert um den Palouse River. Diese ursprünglich von Walla Walla Country südlich des Snake River aus erschlossene Region erlebte einen starken Aufschwung in Bevölkerung und Ausmaß des Weizenanbaus in den 1880er Jahren. Die mit der Region gleichnamige Gemeinde Palouse (Washington) liegt im Whitman County, etwa 11 km westlich von Potlatch in Idaho.
Während diese Definition der Palouse heute die am meisten gebräuchliche ist, wird der Begriff in einigen Fällen auf die gesamte Region des Weizenanbaus ausgedehnt. Er umfasst dann auch das Walla Walla County, die Camas Prairie in Idaho, die Gegend des Big Bend im zentralen Columbia River Plateau und andere kleinere landwirtschaftliche Bereiche im Asotin County und Umatilla County. Diese umfassendere Definition wird beispielsweise vom World Wide Fund for Nature gebraucht, der die Ökoregion der Palouse-Grasländer sehr weit fasst.
In jedem Fall ist die traditionelle Definition der Palouse verschieden zu der älteren Region Walla Walla südlich des Snake River, in der in den 1860ern die Durchführbarkeit des Trockenfeldbaus von Weizen zuerst bewiesen wurde. In den 1870ern wurde die Region von Walla Walla rasch in Ackerbauland umgewandelt, während gleichzeitig die ersten Experimente in der traditionell der Viehzucht (Rinder und Schafe) vorbehaltenen Palouse begannen. Als diese Versuche sich als sehr erfolgreich erwiesen, füllte sich die Region während der 1880er rasch mit Ackerbauern. Außerdem wurde in den 1880er Jahren die Region durch die Eisenbahn erschlossen (Northern Pacific Railway), was das Wachstum beschleunigte. Um 1890 war fast alles freie Land der Palouse für den Weizenanbau erschlossen.

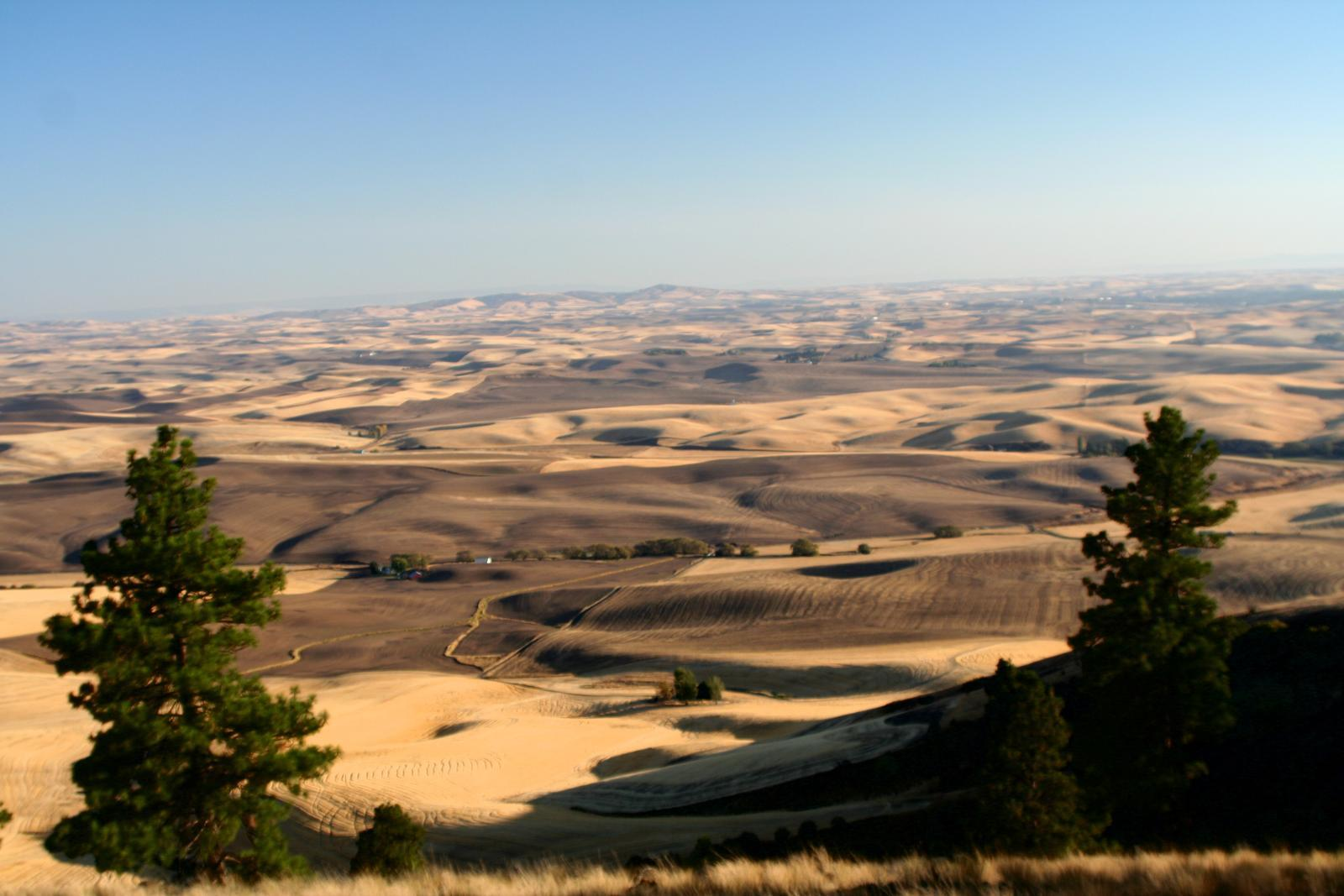
Hügel der Palouse

Im Gegensatz zur Region von Walla Walla, die fest um die Stadt Walla Walla verankert war, bildeten sich in der Palouse vier Zentren, die nur wenige Meilen voneinander entfernt liegen: Colfax (das älteste Zentrum), Palouse, Pullman und Moscow. Diese vier Zentren, zusammen mit mindestens zehn kleineren Unterzentren, erzeugten im Gegensatz zu Walla Walla Country ein diffuses städtisches Siedlungsbild.
In einigen Definitionen der Region werden auch die Städte an der Grenze der Palouse zu ihr gerechnet, so etwa Lewiston – Zentrum des Ackerbaus der Camas-Prärie –, das für das Gebiet des Big Bend zuständige Ritzville und vor allem Spokane, das urbane Hauptzentrum der Region. Spokane wurde bekannt als die Hauptstadt des Inland Empire, einer Wirtschaftsregion im östlichen Washington und nördlichen Idaho an der Grenze zu Kanada, welche die weizenproduzierenden Gebiete, die örtlichen Bergbaudistrikte und die Nutzholzproduktion der Wälder der Wälder in der Region beinhaltet. Spokane ist darüber hinaus das kulturelle Zentrum und der Verkehrsknotenpunkt der gesamten Region.
Ab 1910 wurde es üblich, dass die Bewohner der Region sich als Einwohner des Inland Empire, des Weizengürtels, des Columbia-Beckens oder schlicht von Ostwashington, Oregon oder Nordidaho bezeichneten, auch wenn die früheren Bezeichnungen wie Palouse, Walla Wala, Big Bend, Umatilla Country und Camas-Prärie noch lange gebräuchlich waren.

## Geologie
Die eigenartigen und malerischen Schluff-Dünen, die die Palouse-Prärie kennzeichnen, wurden während der letzten Eiszeit gebildet. Zusammengeweht von den glazialen Sander-Ebenen im Westen und Süden, bestehen die Hügel der Palouse aus mehr oder weniger zufälligen Buckeln und Senken. Die steilsten Hänge sind nach Nordosten ausgerichtet und erreichen bis zu 45°. Die sehr fruchtbaren Lößböden sind zwischen 5 und 130 cm tief. Große Flächen flachen Landes liegen bloß, höher gelegene Gebiete wie die Palouse Range tragen oft dichten Nadelwald.

## Landwirtschaft

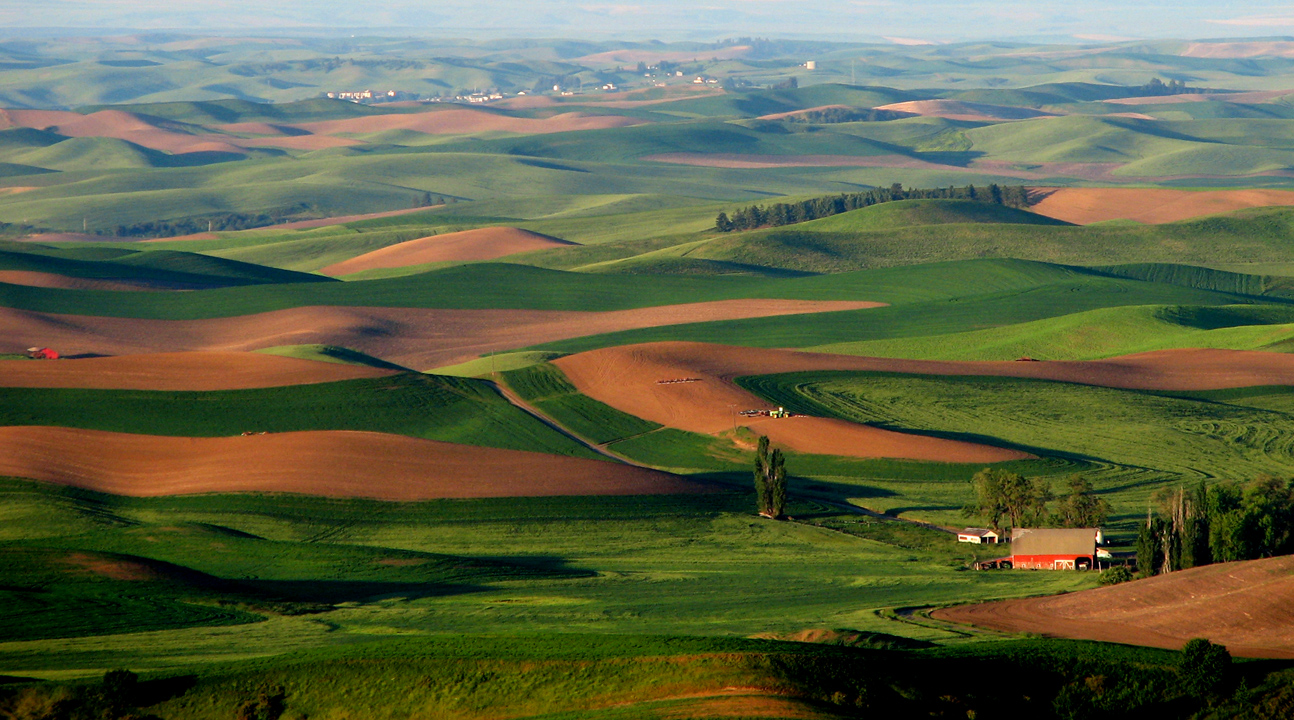
Blick vom Steptoe Butte

Die frühe Landwirtschaft war sehr arbeitsaufwändig und nur unter intensiver Verwendung von Pferde- und Menschenkraft möglich. Ein organisiertes Ernte- und Dreschteam in den 1920er Jahren bestand aus 120 Männern und 320 Pferden und Maultieren. Wenn der Weizen reif war, reisten die Erntegruppen von Farm zu Farm. Anfang des 20. Jahrhunderts war der Mähdrescher schon erfunden, aber nur wenige Farmer hatten genug Pferde, um eine solche Maschine zu ziehen, denn sie benötigte schon auf ebenem Grund 40 Pferde und sechs Mann Bedienungspersonal. Aus diesem Grund lag die Palouse in der Nutzung von Mähdreschern im Vergleich mit anderen landwirtschaftlichen Gebieten in den USA zurück. Erst nach der Entwicklung eines kleineren Mähdreschers durch die Idaho Harvester Company in Moscow wurde der Einsatz solcher Maschinen möglich. Um 1930 wurden schließlich 90 % des Weizens der Palouse mit dem Mähdrescher geerntet.
Der nächste Schritt der Mechanisierung war die Entwicklung des Traktors. Ebenso wie bei den Mähdreschern waren die ersten dampf- und benzingetriebenen Traktoren zu schwer und unbeholfen, um auf den steilen Hügeln der Palouse eingesetzt zu werden. Auch die leichteren Modelle, die in den 1920ern eingeführt wurden, fanden kaum Anwendung, so dass um 1930 nur 20 % der Farmer in der Palouse Traktoren benutzten.
|  |  |

## Umwelt
Einst eine ausgedehnte Prärie aus mittelhohen, mehrjährigen Gräsern wie dem Blaubüschel-Weizengras (Agropyron spicatum) und dem Idaho-Schwingel (Festuca idahoensis), wird die Palouse heute so gut wie vollständig von landwirtschaftlichen Anbauflächen eingenommen. Die ursprüngliche Prärie ist heute eines der am meisten bedrohten Ökosysteme der Vereinigten Staaten, da von ihr nur noch etwas mehr als ein Prozent erhalten sind.
Die Besiedlung und landwirtschaftliche Erschließung haben die ursprüngliche Tierwelt zum größten Teil verdrängt, so dass die einst zahlreichen Säugetier- und Vogelarten bis auf wenige zusammengeschmolzen sind. Die intensive Landwirtschaft lässt mit der Ausnutzung des Ackerlandes bis an die Straßenränder wenig Zwischenräume für Pflanzen- und Tierleben. Viele der früher existierenden Bäche, die nicht das ganze Jahr über Wasser führten, sind heute überpflügt und Teil des Ackerlandes. Von den ganzjährigen Gewässern, die früher von ausgedehnten Feuchtwiesen begleitet wurden, sind einige nur noch jahreszeitlich mit Wasser gefüllt oder aber tief eingeschnitten, die Feuchtwiesen sind verschwunden.
Auwaldgebiete bieten als Brutgebiet einer größeren Vielfalt an Vogelarten Platz als jedes andere Habitat in den Vereinigten Staaten. Eine Verringerung der Anzahl der Bäume und Gebüsche entlang von Flusskorridoren zieht eine Verringerung der Anzahl der Vögel und schließlich auch der Vogelarten nach sich. In der Palouse-Ökoregion ist so der Hauptteil der an Auwälder gebundenen Vogelarten verschwunden.
Die Umwandlung von größeren Bereichen landwirtschaftlicher Gebiete in Wohnbebauung führt eine neue Biodiversität in die Palouse ein. Untersuchungen von Professor J. Ratti von der University of Idaho haben gezeigt, wie auf einem etwa 40 km² großen Gebiet, das von Ackerbaufläche in vorstädtische Wohnbebauung umgewandelt wurde, über einen Beobachtungszeitraum von 10 Jahren die Anzahl der Vogelarten von 18 auf 86 zunahm.

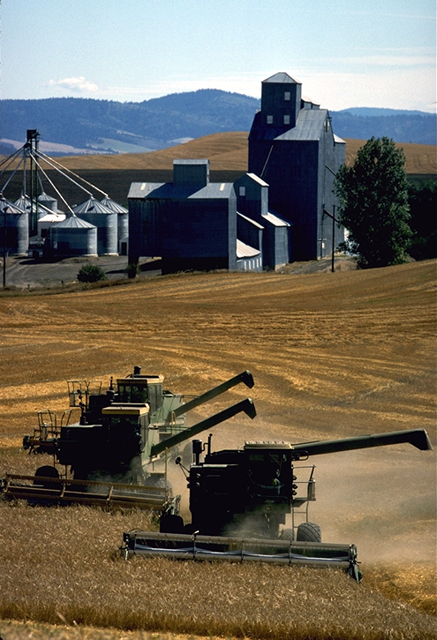
Eine Farm im Whitman County (Washington)

Die Intensivierung der Landwirtschaft hat Auswirkungen sowohl auf die Menge als auch auf die Qualität des verfügbaren Wassers. Verkürzungen der Abflusswege durch Begradigungen führen zu kurzfristig auftretenden Hochwässern mit größeren Wassermengen. Dies verstärkt die Erosion und zieht das Trockenfallen perennierender Gewässer nach sich. Schon in den 1930er Jahren beobachteten Bodenwissenschaftler eine deutliche Zunahme der Tiefenerosion der Fließgewässer in der Region und eine Verbreiterung der Flussbetten. Die Tiefenerosion führte durch das Einschneiden der Flüsse und Bäche zu einer Tieferlegung des Grundwasserspiegels von unmittelbar angrenzenden Feuchtwiesen. Dies führte zum Beispiel am südlichen Palouse River dazu, dass um 1900 die Landwirtschaft auch in den Gebieten möglich wurde, die vorher zu nass dafür waren. Die Verdrängung der ganzjährigen Gräser durch Ackerpflanzen verringerte die Versickerung und verstärkte den Oberflächenabfluss, so dass das Niederschlagswasser heute in kürzerer Zeit aus der Region abfließt als früher. Einst ganzjährige Bäche sind heute im Sommer trocken. Dies hat deutliche Auswirkungen auf amphibische und wasserbewohnende Lebewesen.
Als die Bevölkerung wuchs, wurden Ortschaften und Dörfer gegründet, die das Aussehen der Landschaft veränderten. 1910 wohnten 22.000 Menschen in 30 Gemeinden, die über die Palouse verstreut waren.
Nach der Einführung von Düngemitteln nach dem Zweiten Weltkrieg stieg der landwirtschaftliche Ertrag um das zwei- bis vierfache an.
Seit 1900 wurden 94 % des Graslands und 97 % der Feuchtgebiete in der Ökoregion Palouse für Ackerland, Futtergewinnung und Weideland umgewandelt. Etwa 63 % des 1900 bestehenden Waldes bestehen auch heute noch, 7 % sind Wiederaufforstungsflächen oder mit Gebüsch bestanden. Der Rest des ehemaligen Waldes wurde in Landwirtschafts- oder städtisches Gebiet umgewandelt.
Die Auswirkungen von Weidevieh auf das Grasland der Palouse und der Camas-Prärie hatten nur vorübergehenden Charakter, da ein Großteil der Flächen schnell in Ackerland verwandelt wurde. Nur das Canyon-Land um Snake und Clearwater River mit ihren Zuflüssen, das eine dünnere Bodendecke aufweist, viel steiler ist und ein heißeres, trockeneres Klima als die Grasländer besitzt, eignete sich nicht für den Ackerbau und wurde eine deutlich längere Zeit von Weidewirtschaft in Anspruch genommen. Dies zog deutliche Änderungen des Bewuchses nach sich, indem die ursprünglichen Gräser durch Trespen und Schadkräuter wie Flockenblumen verdrängt wurden. Beide neuen Gattungen wissen sich gut zu behaupten, sie entwickelten sich unter ähnlichen Bedingungen in Eurasien und wurden im späten 19. Jahrhundert in die USA eingeführt.

## Feuersbrünste

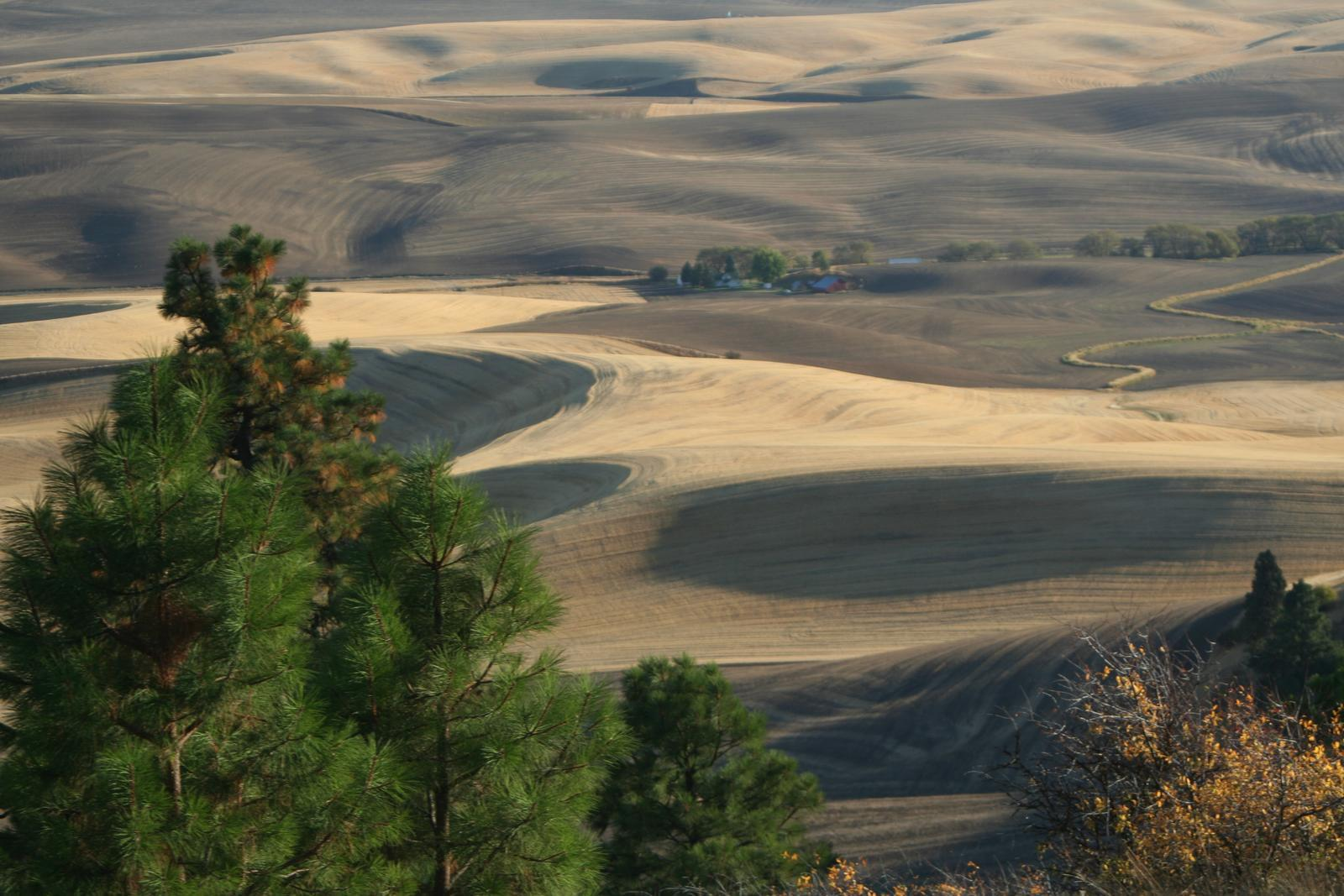
Typische Palouse-Hügel

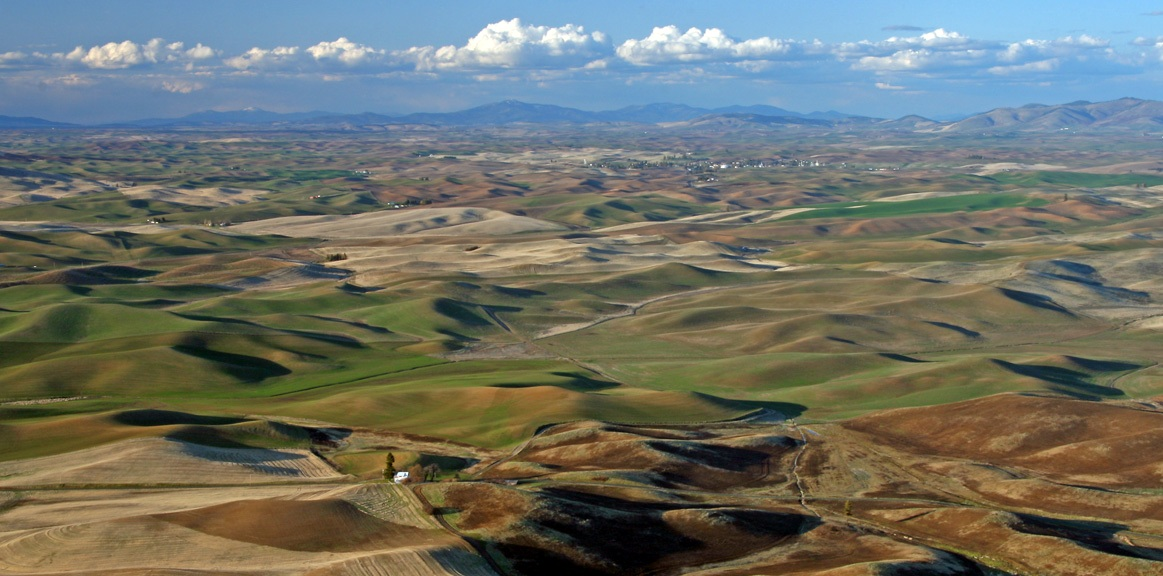
Blick vom Steptoe Butte

Obwohl die Diskussion um die Häufigkeit der Brände der Prärie in vergangenen Zeiten anhält, so existiert dennoch ein Konsens darüber, dass Feuersbrünste heute weniger häufig sind als früher. Dies ist hauptsächlich auf die Tätigkeit der Feuerwehren, die Anlage von als Feuerschneisen wirkenden Straßen und die Umwandlung der Gras- und Waldgebiete in Ackerland zurückzuführen. Historiker berichten von Buschfeuern in den die Prärie umgebenden Kiefernstreifen, die durch Blitzeinschlag im späten Herbst entstehen, das Ausmaß des Übergreifens der Waldbrände auf die Prärie ist jedoch nicht bekannt. Die Theorie, dass die Nez Percé die Prärie in Brand steckten, um das Wachstum von Camassia zu beschleunigen, konnte bisher mangels historischer Quellen nicht bewiesen werden. Bis in die 1930er Jahre legten weiße Siedler Feuer, um das Land mittels Brandrodung für Besiedlung und als Weideland vorzubereiten.
Seitdem sind Waldbrände sehr viel seltener geworden, so dass die Baumdichte in den Wäldern zunehmen konnte und der Bewuchs durch Gebüsche und Bäume in vormals offene Gebiete vordringen konnte. Wenn heute im Wald Brände auftreten, so können sie sich zu Flächenbränden entwickeln und auch größere Schäden bis zur Vernichtung des Bestands nach sich ziehen.

## Sonstiges
- Die Palouse ist der Lebensraum des Riesenregenwurms Driloleirus americanus aus der Familie der Megascolecidae, eines fast einen Meter langen weißen Wurms, der nach Lilien riecht.
- Das Gebiet der Palouse ist das wichtigste Anbaugebiet für Linsen in den USA.
- Die Pferderasse Appaloosa wurde von den Nez Percé in dieser Gegend gezüchtet. Zunächst wurde die Rasse von den weißen Siedlern als Palouse horse bezeichnet, woraus sich mit der Zeit Appaloosa entwickelte.